# Владімер Хінчегашвілі
Владімер Хінчегашвілі  (груз. ვლადიმერ ხინჩეგაშვილი, 18 квітня 1991, Горі) — грузинський борець вільного стилю, чемпіон, срібний та бронзовий призер чемпіонатів світу, олімпійський чемпіон та срібний медаліст, триразовий чемпіон та триразовий призер чемпіонатів Європи.

## Біографія
Боротьбою займається з 2000 року. Дворазовий чемпіон світу серед юніорів (2010, 2011). Дворазовий чемпіон Європи серед юніорів (2008, 2011), срібний призер (2010). Чемпіон Європи серед кадетів (2008), бронзовий призер (2007). Син грузинського борця Георгія Хінчегашвілі, чемпіона світу і Європи серед молоді.

## Спортивні результати на міжнародних змаганнях

### Виступи на Олімпіадах
| Змагання                    | Збірна | Вагова категорія          | Місце  |
| --------------------------- | ------ | ------------------------- | ------ |
| Літні Олімпійські ігри 2012 | Грузія | вільна боротьба, до 55 кг | Срібло |
| Літні Олімпійські ігри 2016 | Грузія | вільна боротьба, до 57 кг | Золото |

### Виступи на Чемпіонатах світу
| Змагання                        | Збірна | Вагова категорія          | Місце  |
| ------------------------------- | ------ | ------------------------- | ------ |
| Чемпіонат світу з боротьби 2011 | Грузія | вільна боротьба, до 55 кг | 7      |
| Чемпіонат світу з боротьби 2013 | Грузія | вільна боротьба, до 60 кг | 10     |
| Чемпіонат світу з боротьби 2014 | Грузія | вільна боротьба, до 57 кг | Срібло |
| Чемпіонат світу з боротьби 2015 | Грузія | вільна боротьба, до 57 кг | Золото |
| Чемпіонат світу з боротьби 2017 | Грузія | вільна боротьба, до 61 кг | Бронза |
| Чемпіонат світу з боротьби 2018 | Грузія | вільна боротьба, до 65 кг | 11     |
| Чемпіонат світу з боротьби 2019 | Грузія | вільна боротьба, до 65 кг | 22     |

### Виступи на Чемпіонатах Європи
| Змагання                         | Збірна | Вагова категорія          | Місце  |
| -------------------------------- | ------ | ------------------------- | ------ |
| Чемпіонат Європи з боротьби 2010 | Грузія | вільна боротьба, до 55 кг | 9      |
| Чемпіонат Європи з боротьби 2011 | Грузія | вільна боротьба, до 55 кг | Срібло |
| Чемпіонат Європи з боротьби 2013 | Грузія | вільна боротьба, до 60 кг | Бронза |
| Чемпіонат Європи з боротьби 2014 | Грузія | вільна боротьба, до 57 кг | Золото |
| Чемпіонат Європи з боротьби 2016 | Грузія | вільна боротьба, до 61 кг | Золото |
| Чемпіонат Європи з боротьби 2017 | Грузія | вільна боротьба, до 61 кг | Золото |
| Чемпіонат Європи з боротьби 2018 | Грузія | вільна боротьба, до 65 кг | Бронза |
| Чемпіонат Європи з боротьби 2019 | Грузія | вільна боротьба, до 65 кг | 9      |
| Чемпіонат Європи з боротьби 2020 | Грузія | вільна боротьба, до 65 кг | 20     |

### Виступи на Європейських іграх
| Змагання              | Збірна | Вагова категорія          | Місце  |
| --------------------- | ------ | ------------------------- | ------ |
| Європейські ігри 2019 | Грузія | вільна боротьба, до 65 кг | Срібло |

### Виступи на Кубках світу
| Змагання                    | Збірна | Вагова категорія          | Місце  |
| --------------------------- | ------ | ------------------------- | ------ |
| Кубок світу з боротьби 2016 | Грузія | вільна боротьба, до 57 кг | Бронза |

### Виступи на інших змаганнях
| Змагання                                                       | Збірна | Вагова категорія                | Місце  |
| -------------------------------------------------------------- | ------ | ------------------------------- | ------ |
| Турнір Яшара Догу 2011                                         | Грузія | вільна боротьба, до 55 кг       | Золото |
| Вогні Москви 2011                                              | Грузія | вільна боротьба, до 60 кг       | 5      |
| Київський Міжнародний турнір з боротьби 2012                   | Грузія | вільна боротьба, до 55 кг       | Золото |
| Олімпійський кваліфікаційний турнір з боротьби 2012 (Софія)    | Грузія | вільна боротьба, до 55 кг       | Золото |
| Турнір Яшара Догу 2013                                         | Грузія | вільна боротьба, до 60 кг       | Золото |
| Золотий Гран-прі з боротьби 2013 (Сассарі)                     | Грузія | вільна боротьба, до 60 кг       | Золото |
| Турнір Степана Саргісяна 2013                                  | Грузія | вільна боротьба, до 60 кг       | Бронза |
| Міжнародний турнір Дінмухамеда Кунаєва 2013                    | Грузія | вільна боротьба, до 60 кг       | 7      |
| Вогні Москви 2013                                              | Грузія | вільна боротьба, до 60 кг       | Срібло |
| Золотий Гран-прі з боротьби 2013 (Баку)                        | Грузія | вільна боротьба, до 60 кг       | Бронза |
| Кубок Тахті 2014                                               | Грузія | вільна боротьба, до 61 кг       | 14     |
| Золотий Гран-прі з боротьби 2014 (Баку)                        | Грузія | вільна боротьба, до 57 кг       | Золото |
| Турнір Олександра Медведя 2015                                 | Грузія | вільна боротьба, до 61 кг       | Бронза |
| Турнір Степана Саргісяна 2015                                  | Грузія | вільна боротьба, до 57 кг       | Золото |
| Кубок Алроси 2015                                              | Грузія | вільна боротьба, до 61 кг       | Бронза |
| Клубний чемпіонат світу з боротьби 2015                        | Грузія | команда                         | Золото |
| Pro Wrestling League 2015                                      | Грузія | команда                         | Бронза |
| Турнір Олександра Медведя 2016                                 | Грузія | вільна боротьба, до 61 кг       | Бронза |
| Кубок Європейських націй з боротьби 2016                       | Грузія | команда                         | Золото |
| Клубний чемпіонат світу з боротьби 2016                        | Грузія | команда                         | Золото |
| Pro Wrestling League 2017                                      | Грузія | команда                         | Золото |
| Меморіал Вацлава Циолковського 2017                            | Грузія | вільна боротьба, до 61 кг       | Золото |
| Турнір Аланії з боротьби 2017                                  | Грузія | вільна боротьба, до 61 кг       | 5      |
| Клубний чемпіонат світу з боротьби 2017                        | Грузія | команда                         | Золото |
| Pro Wrestling League 2018                                      | Грузія | команда                         | Срібло |
| Київський Міжнародний турнір з боротьби 2018                   | Грузія | вільна боротьба, до 65 кг       | Бронза |
| Відкритий чемпіонат Польщі з боротьби 2018                     | Грузія | вільна боротьба, до 65 кг       | Срібло |
| Турнір Аланії з боротьби 2018                                  | Грузія | вільна боротьба, до 65 кг       | 16     |
| Henri Deglane Challenge 2019                                   | Грузія | вільна боротьба, до 65 кг       | 8      |
| Кубок Алроси 2019                                              | Грузія | Multiple Style Event, до F65 кг | Бронза |
| Гран-прі Франції Анрі Деглана 2021                             | Грузія | вільна боротьба, до 65 кг       | Бронза |
| Олімпійський кваліфікаційний турнір з боротьби 2020 (Будапешт) | Грузія | вільна боротьба, до 65 кг       | Бронза |

### Виступи на змаганнях молодших вікових груп
| Змагання                                       | Збірна | Вагова категорія          | Місце  |
| ---------------------------------------------- | ------ | ------------------------- | ------ |
| Чемпіонат Європи з боротьби серед кадетів 2007 | Грузія | вільна боротьба, до 50 кг | Бронза |
| Чемпіонат Європи з боротьби серед кадетів 2008 | Грузія | вільна боротьба, до 54 кг | Золото |
| Чемпіонат Європи з боротьби серед юніорів 2008 | Грузія | вільна боротьба, до 50 кг | Золото |
| Чемпіонат світу з боротьби серед юніорів 2008  | Грузія | вільна боротьба, до 50 кг | Бронза |
| Чемпіонат Європи з боротьби серед юніорів 2009 | Грузія | вільна боротьба, до 55 кг | 7      |
| Чемпіонат світу з боротьби серед юніорів 2009  | Грузія | вільна боротьба, до 55 кг | 5      |
| Чемпіонат Європи з боротьби серед юніорів 2010 | Грузія | вільна боротьба, до 55 кг | Срібло |
| Чемпіонат світу з боротьби серед юніорів 2010  | Грузія | вільна боротьба, до 55 кг | Золото |
| Чемпіонат Європи з боротьби серед юніорів 2011 | Грузія | вільна боротьба, до 55 кг | Золото |
| Чемпіонат світу з боротьби серед юніорів 2011  | Грузія | вільна боротьба, до 55 кг | Золото |